# Anogeissus rivularis
Anogeissus rivularis är en tvåhjärtbladig växtart som först beskrevs av François Gagnepain, och fick sitt nu gällande namn av O. Lec.. Anogeissus rivularis ingår i släktet Anogeissus och familjen Combretaceae. Inga underarter finns listade i Catalogue of Life.